# Obrona Sochaczewa
Obrona Sochaczewa – jeden z epizodów bitwy nad Bzurą w kampanii wrześniowej. Miała miejsce w dniach 13–16 września 1939.

## Chronologia wydarzeń

### 12 września
Wieczorem wyjazd żołnierzy II/18 pp 26 DP samochodami z okolic Żychlina.

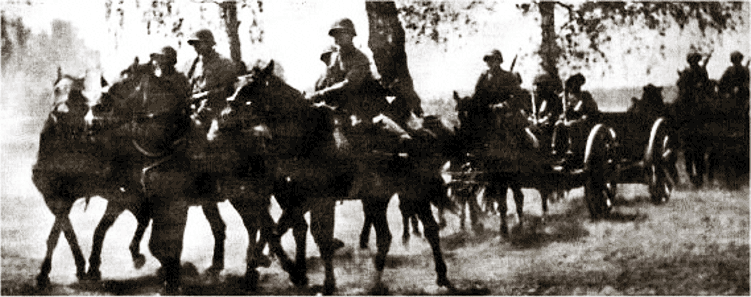
Polska bateria artylerii konnej nieopodal Sochaczewa

### 13 września
O świcie żołnierze II batalionu pod dowództwem majora Feliksa Kozubowskiego i II dywizjonu 26 pułku artylerii lekkiej docierają do przedmieść Sochaczewa. Żołnierze II batalionu luzują III/144 pp (rez.) i 67 Batalion Saperów na wschodnim brzegu Bzury, na przedmościu Sochaczewa. 4 kompania (por. Marian Himmel) zajmuje pozycje na północnym skraju i wylocie szosy na Błonie, 5 kompania (kpt. Antoni Sygnarek) + pluton z 6 kompanii – rejon dworca kolejowego z wylotem szosy na Żyrardów, 6 kompania bez plutonu (por. Edward Białach) pozostaje jako odwód d-cy batalionu w rejonie rynku i południowego skraju miasta z wylotem drogi na Bolimów. Na zachodnim brzegu Bzury (Rozlazłówek – Kuznocin) stanowiska ogniowe zajęły baterie II dywizjonu 26 pal pod dowództwem mjr. Stanisława Piro – 4 – kpt. Jana Ehrlicha, 5 – por. Andrzeja Doroszyńskiego, 6 – ppor. Arsena Kuczyńskiego. Miasto ostrzeliwane jest cały dzień przez niemiecką artylerię, wielokrotne natarcia sił niemieckich – piechoty i czołgów. Około północy batalion wycofuje się na zachodni brzeg rzeki.

### 14 września
Batalion zostaje zawrócony przez płk dypl. Tadeusza Parafińskiego z m. Kąty, około godz. 10.00 naciera z marszu na miasto i odrzuca nieprzyjaciela, który w międzyczasie obsadził Sochaczew. W godzinach popołudniowych zostaje wyparty z zajmowanych stanowisk, lecz po wprowadzeniu do walki odwodów odzyskał je na powrót. Po ciężkich walkach wspieranych ogniem 5 baterii (pozostałe baterie zostały przesunięte na inny odcinek w związku z planowaną ofensywą) udaje się utrzymać miasto kosztem dużych strat.

### 15 września
Od świtu natarcia wojsk niemieckich na pozycje polskie – 4 i 5 kompanii. Najcięższe walki na odcinku obrony 4 kompanii – ginie jej dowódca por. Marian Himmel. Na rozkaz dowódcy batalionu resztki pododdziałów w ciągłej styczności z nieprzyjacielem wycofują się w głąb miasta i dalej aż do Bzury. W trakcie ponownego forsowania rzeki ginie dowódca batalionu mjr. F. Kozubowski. Małe grupki żołnierzy (w sumie około 100 żołnierzy) przekroczyły Bzurę. Po południu Niemcy obsadzają miasto.

### 16 września
Do godz. 16.00 5 bateria ogniem zaporowym nie pozwala Niemcom na sforsowanie Bzury.
W trakcie walk o Sochaczew II batalion stracił 80% stanu osobowego. Polegli m.in.:
- mjr Feliks Kozubowski – dca II batalionu
- por. Marian Himmel – dca 4 kompanii
- ppor. Abram Kurz – lekarz batalionu
- ppor. Adam Wzorek – dca III plutonu 4 kompanii
- ppor. Ignacy Wałęza – dca I plutonu 5 kompanii
- ppor. Michał Skuza – dca II plutonu 5 kompanii
- ppor. Zygmunt Micek – dca III plutonu 5 kompanii
- ppor. Kacper Klaniewski – dca I plutonu kompanii ckm

## Literatura
- M. Wojewoda, Sochaczew we wrześniu 1939 r., 1989.
- Bitwa nad Bzurą z perspektywy sześćdziesięciopięciolecia, P. Matusak (red.), 2006.
- T. Jurga, Bzura 1939 r.,  2001.
- L. Nawrocki, Kalendarium wydarzeń historycznych na ziemi sochaczewskiej, 2000.